# 道路関係四公団
道路関係四公団（どうろかんけいよんこうだん）とは、2005年（平成17年）9月30日まで主として有料道路の建設・管理等を行っていた日本道路公団（JH）、首都高速道路公団、阪神高速道路公団、本州四国連絡橋公団の4つの特殊法人である。
2005年（平成17年）10月1日に四公団の民営化が行われ、日本道路公団は分割され東日本高速道路株式会社・中日本高速道路株式会社・西日本高速道路株式会社に、首都高速道路公団は首都高速道路株式会社に、阪神高速道路公団は阪神高速道路株式会社に、本州四国連絡橋公団は本州四国連絡高速道路株式会社になり、各公団の従来の業務・権利・義務を承継することになった。

## 民営化の経緯
道路関係四公団の民営化を巡る議論の背景には、道路関係四公団が約40兆円の負債（財政投融資）を抱えていたことがある。2001年（平成13年）に発足した第1次小泉内閣は、聖域なき構造改革の一環として同年12月19日に特殊法人等整理合理化計画を閣議決定し、民営化の検討に着手した。

### 民営化推進委員会の設置
2002年（平成14年）6月7日に成立した道路関係四公団民営化推進委員会設置法に基づき、同年内閣府に道路関係四公団民営化推進委員会が設置され、民営化の具体的検討を進めた。委員には当初、今井敬（日本経済団体連合会名誉会長・新日本製鐵代表取締役会長）、中村英夫（武蔵工業大学教授）、松田昌士（東日本旅客鉄道会長）、田中一昭（拓殖大学政経学部教授・元行政改革委員会事務局長）、大宅映子（評論家）、猪瀬直樹（作家・日本ペンクラブ言論表現委員長・東京大学客員教授）、川本裕子（マッキンゼー・アンド・カンパニーシニア・エクスパート）らが任命され、第一回会合にて委員長に今井、委員長代理に田中が選任された。
委員会は同年12月6日、民営化後の新たな組織のあり方、今後の道路建設、関連公益法人、ファミリー企業の改革・管理コストの削減等について意見書を取りまとめ、内閣総理大臣の小泉純一郎に提出した。意見書では「約40兆円に達する道路関係四公団の債務を国民負担ができる限り少なくなるよう長期固定で確実に返済していくことを第一優先順位とするとともに、民営化の果実を国民に還元するため、民営化と同時に弾力的な料金設定等による料金引き下げやサービスの向上が実現するような、国民全体にメリットのある改革を実現するのが民営化の目的であり、本委員会が達成すべき目標」とされた。
意見書では民営化後の組織について、四公団の道路資産と対応する長期債務を一括して継承する保有・債務返済機構（仮称）を設立し、パーキングエリア等の資産を承継して発足した新会社が機構から道路資産を借り受け、貸付料を支払う形態で構築するとした。また、新会社は当初国が全株式を保有する特殊法人として発足し、発足後10年を目処に機構から道路資産を買い取り、早期に上場して国が保有する全株式の売却を目指す、機構は道路資産の譲渡と同時に解散することとした。
地域分割については、
1. 東日本（北海道、東北地方、新潟県と東京都、神奈川県を除く関東地方、長野県北部）、拡大首都高速（首都高速道路、第三京浜道路、横浜新道、京葉道路、東京湾アクアライン等）
2. 中日本（東海4県の東名高速道路・名神高速道路・中央自動車道全線、東京都、神奈川県、山梨県、長野県南部、滋賀県南東部、京都府南部）、拡大阪神高速（阪神高速道路、近畿自動車道、阪和自動車道、関西空港自動車道、名神高速道路の一部等）
3. 西日本（中日本・阪神の管轄区域を除く近畿地方、北陸3県、中国地方、本州四国連絡道路、四国地方、九州地方、沖縄県）
4. 首都高速道路（首都高速道路公団）
5. 阪神高速道路（阪神高速道路公団）

の5社分割とする考え方を示した。
委員会から意見書の提出を受けた第1次小泉第1次改造内閣は、12月17日「道路関係四公団、国際拠点空港及び政策金融機関の改革について」閣議決定を行い、建設コストの削減等といった直ちに取り組むべき事項、2003年度（平成15年度）予算に関する事項、今後検討すべき課題等を整理した上で、民営化の具体化に向け検討を進めることとした。
2003年（平成15年）3月25日に開催された、第3回道路関係四公団民営化に関する日本国政府・与党協議会では、道路関係四公団民営化に関し、コスト削減計画の策定、関連法人の抜本的見直し、公団における民間経営ノウハウの導入といった事項に直ちに取り組む方針が決定された。

### 日本道路公団の総裁解任
2003年（平成15年）5月中旬、日本道路公団が債務超過に陥っていることを示す財務諸表を入手したとする新聞報道があり、この財務諸表の事実関係について国会で質問が行われた。7月10日には、同公団四国支社副支社長の片桐幸雄が月刊誌『文藝春秋』8月号で「道路公団藤井総裁の嘘と専横を暴く」と題した手記を発表し、同公団が債務超過であるとする「幻の財務諸表」を公団総裁の藤井治芳が隠蔽した疑いがあると主張した。これに対し公団と藤井は7月25日、手記が名誉毀損に当たるとして、片桐と文藝春秋に対し3000万円の損害賠償と文芸春秋の1ページ全面の謝罪広告掲載を求める民事訴訟を東京地裁に提起した。
この事態に対し、国土交通大臣の石原伸晃は同年10月24日、正確な事実関係を確認するための適切な対応を行わなかったとして藤井を解任した。解任は日本道路公団法に基づくもので、民営化の検討が進む重要な時期において、報道された財務諸表について8月までデータの存在を確認できず、国会での答弁内容が都度変遷した上に不誠実な答弁を繰り返し、国会や道路関係四公団民営化推進委員会、マスコミ等に一方的な見解に基づく対応を続けるなど、一連の対応が日本道路公団に対する国民の信頼を著しく損ねたことに加え、一部の公式行事等を除いて秘書以外に自身の居場所を知らせず、理事等も秘書を通じてしか外出中の藤井に連絡できないといった組織運営手法などが、同法第13条第2項本文規定の「その他役員たるに適しないと認めるとき」に該当するとされた。
後任の総裁が決定していなかったため、総裁の解任後は日本道路公団法第9条第2項の規定に基づき、副総裁の村瀬興一が総裁の職務を代行した。同年11月13日、元伊藤忠商事常務で参議院議員1期目（第19回参議院議員通常選挙当選）の近藤剛が総裁に内定したと報じられ、近藤は11月17日に議員辞職し、11月20日に総裁に就任した。11月27日、日本道路公団は前述の片桐と文藝春秋に対する訴訟を取り下げた。
なお、一連の問題をめぐる議論の中で推進委員会やマスコミが「赤字」との表現を用いる場面があったことについて、高橋洋一は個別の路線ではなく公団全体で見れば赤字ではなかったと指摘している。高橋は、道路関係四公団のうち本四公団を除いては収入が支出を上回る状態であり、DCF法で試算して2兆円から3兆円程度の資産超過（黒字）となっていたが、学者やマスコミは保有資産の時価総額のみで試算した結果、四公団は6兆円から7兆円の債務超過とする情報を流していたとしている。また、高橋は「借金の存在＝悪」という考え方は必ずしも正しくなく、借金とはストックの概念であり、将来にわたってフローの健全性が見込めるのであれば借金の存在自体はなんら問題はない、本四公団を除いた各公団はフローで「黒字」であったことから、借金の存在だけをもってただちに道路関係四公団を批判することは、的外れであるとも主張している。

### 道路関係四公団民営化の基本的枠組み
2003年（平成15年）12月22日に開催された第5回道路関係四公団民営化に関する政府・与党協議会では、道路関係四公団民営化の目的を『民間にできることは民間に委ねる』との原則に基づき、
1. 道路関係四公団合計で約40兆円に上る有利子債務を一定期間内に確実に返済し
2. 有料道路として整備すべき区間について、民間の経営上の判断を取り入れつつ、必要な道路を早期に、かつできるだけ少ない国民負担の下で建設するとともに
3. 民間のノウハウ発揮により、多様で弾力的な料金設定、サービスエリアを始めとする道路資産や関連情報を活用した多様なサービス提供等を図る

とする基本的枠組みが決定された。
基本的枠組みでは、高速国道の整備計画区間（9,342km）について、従来は全て有料道路として建設予定だった国土開発幹線自動車道の整備計画区間1万1,520kmのうち未供用区間（約2,000km）の事業方法等を見直し、同年内に開催する国土開発幹線自動車道建設会議で「直ちに新直轄方式に切り替える道路」と「有料道路事業のまま継続する道路」に分け、両方に「抜本的見直し区間」を設定することとした。
抜本的見直し区間は、通行料金収入で管理費が賄えない、あるいは、有料道路としての費用対便益が1を下まわる「明らかに有料道路に適さないと想定される区間」のうち、都市計画決定済または用地買収中の区間を除く、北海道縦貫自動車道の士別市 - 名寄市間24km、北海道横断自動車道の足寄町 - 北見市間79km、中国横断自動車道の米子市内5kmの3区間に加え、同等機能を持つ複数の道路が完成し、新たな道路を追加する必要性を見極める必要のある区間として近畿自動車道の大津市 - 城陽市間25km、同八幡市 - 高槻市間10kmの2区間、合計5区間が選定され、構造・規格の大幅な見直しにより抜本的なコスト削減を図ることとなった。
また、民営化後の新たな組織について、有料道路事業として道路の建設・管理・料金徴収を行う会社（特殊法人）と、道路を保有し会社からの貸付料徴収により債務を返済する機構（独立行政法人）を設立し、道路関係四公団の業務を引き継ぐこと、日本道路公団を継承する会社は地域ごとに3社に分割して設立すること、首都高速道路公団・阪神高速道路公団・本州四国連絡橋公団を継承する会社は独立して設立すること、機構は民営化から45年後には債務を確実に返済して解散すること等が基本的枠組みに盛り込まれ、後述する民営化のスキームが概ね決定された。
一方、道路関係四公団民営化推進委員会委員長代理の田中と同委員の松田は、委員会が2002年（平成14年）に提出した意見書とは民営化後の新たな組織のあり方に関する考え方等が異なるとして、内閣総理大臣に辞表を提出、辞任した。

### 道路関係四公団民営化関係四法案
基本的枠組みを基に2004年（平成16年）3月9日、第2次小泉内閣が道路関係四公団民営化関係四法案を閣議決定し、同年6月2日に道路関係四公団民営化関係四法（高速道路株式会社法、独立行政法人日本高速道路保有・債務返済機構法、日本道路公団等の民営化に伴う道路関係法律の整備等に関する法律、日本道路公団等民営化関係法施行法）が成立した。
2005年（平成17年）9月30日をもって道路関係四公団民営化推進委員会が廃止され、10月1日に高速道路株式会社（東日本高速道路株式会社・中日本高速道路株式会社・西日本高速道路株式会社・首都高速道路株式会社・阪神高速道路株式会社・本州四国連絡高速道路株式会社）と独立行政法人日本高速道路保有・債務返済機構が設立、日本道路公団・首都高速道路公団・阪神高速道路公団・本州四国連絡橋公団の4公団は廃止された。

## 民営化のスキーム
民営化においては、高速道路の建設・管理・料金徴収を各高速道路株式会社、高速道路の保有・債務返済を日本高速道路保有・債務返済機構が担うこととされた。日本高速道路保有・債務返済機構は、保有する高速道路を会社に貸し付け、会社の料金収入を貸付料として受け取り、債務を返済する。高速道路を新規に建設する際は、会社が債券や借入金を調達して道路を建設し、完成後に資産と債務を機構に移行する。債務返済後は無料開放し、本来の道路管理者に道路を移管する。これらの業務（高速道路事業）には国土交通大臣の認可を必要とする。
高速道路会社は、高速道路事業以外にサービスエリア（SA）・パーキングエリア（PA）事業、駐車場事業、トラックターミナル事業、不動産開発事業、道路の新設・維持・調査等の受託といった関連事業を行う。関連事業は国土交通大臣の認可が必要な高速道路事業と異なり届出制で、収入を貸付料として機構に支払うが必要ないため高速道路会社が利益を得ることができる。無料開放後はこの関連事業が高速道路会社の経営基盤となる。高速道路の固定資産税や不動産取得税等は非課税だが、関連事業分は通常の会社と同様に課税されるため、高速道路会社法により高速道路事業と関連事業の会計を区分することが義務づけられている。
民営化前の四公団および関連組織と、事業を引き継ぎ発足した民営化後の組織は次の通り。
| 改組前             | 改組前                                                  | 改組後                       | 改組後                                     | 改組後                                                                  | 改組後                       |
| 高速道路事業       | 関連事業                                                | 高速道路事業                 | 高速道路事業                               | 関連事業                                                                | 関連事業                     |
| 高速道路事業       | 関連事業                                                | 建設・管理・料金徴収         | 保有・債務返済                             | 関連事業                                                                | 関連事業                     |
| ------------------ | ------------------------------------------------------- | ---------------------------- | ------------------------------------------ | ----------------------------------------------------------------------- | ---------------------------- |
| 日本道路公団       | 財団法人ハイウェイ交流センター 財団法人道路サービス機構 | 東日本高速道路株式会社       | 独立行政法人日本高速道路保有・債務返済機構 | ネクセリア東日本株式会社 （後にネクスコ東日本エリアトラクトへ社名変更） | 財団法人高速道路交流推進財団 |
| 日本道路公団       | 財団法人ハイウェイ交流センター 財団法人道路サービス機構 | 中日本高速道路株式会社       | 独立行政法人日本高速道路保有・債務返済機構 | 中日本エクシス株式会社                                                  | 財団法人高速道路交流推進財団 |
| 日本道路公団       | 財団法人ハイウェイ交流センター 財団法人道路サービス機構 | 西日本高速道路株式会社       | 独立行政法人日本高速道路保有・債務返済機構 | 西日本高速道路サービス・ホールディングス株式会社                        | 財団法人高速道路交流推進財団 |
| 首都高速道路公団   | 財団法人ハイウェイ交流センター 財団法人道路サービス機構 | 首都高速道路株式会社         | 独立行政法人日本高速道路保有・債務返済機構 | -                                                                       | 財団法人高速道路交流推進財団 |
| 阪神高速道路公団   | 財団法人ハイウェイ交流センター 財団法人道路サービス機構 | 阪神高速道路株式会社         | 独立行政法人日本高速道路保有・債務返済機構 | -                                                                       | 財団法人高速道路交流推進財団 |
| 本州四国連絡橋公団 | 財団法人ハイウェイ交流センター 財団法人道路サービス機構 | 本州四国連絡高速道路株式会社 | 独立行政法人日本高速道路保有・債務返済機構 | -                                                                       | 財団法人高速道路交流推進財団 |

## 民営化の成果
道路公団民営化により道路公団時代にあった莫大な借金が順調に返済され、またSAのリニューアルが各地で進みエリア内に様々な店舗が入ることによってサービスが向上しテレビ番組にまで取り上げられるようになった。一方交通量の少ないまたは採算の乗らないSA・PAはガソリンスタンドや売店の廃止が進められ中にはトイレと自販機のみのSAも現れ（中国自動車道の吉和サービスエリア）サービスの格差が目立ってきた。一方2065年を想定していた高速道路の無料開放は、現存の高速道路の改修に莫大な費用が掛かることが判明し無料開放は2115年まで先延ばしになった。
民営化したものの政府や国交省の経営介入は続き2009年から2年間「千円高速」が実施された他、その後も政府の高速道路料金負担軽減策は続いている。
また。道路公団改革の一つに「無駄な道路を造らない」というのがあったが、現実には新直轄方式で多数の高規格道路が建設・開業され、これが公共交通の衰退を招くなどの悪影響を及ぼしている。